# Flămânzi
Flămânzi – miasto w Rumunii, w okręgu Botoszany.